# Volta Ciclista a Catalunya 1989
La Volta Ciclista a Catalunya 1989, sessantanovesima edizione della corsa, si svolse in sette tappe, la seconda e la sesta suddivise in due semitappe, dal 2 all'8 settembre 1989, per un percorso totale di 1124,2 km, con partenza da L'Hospitalet de Llobregat e arrivo a Castell-Platja d'Aro. La vittoria fu appannaggio dello spagnolo Marino Lejarreta, che completò il percorso in 28h34'05", precedendo i connazionali Pedro Delgado e Álvaro Pino.

## Tappe
| Tappa  | Data        | Percorso                                               | km     | Vincitore di tappa     | Leader cl. generale |
| ------ | ----------- | ------------------------------------------------------ | ------ | ---------------------- | ------------------- |
| 1ª     | 2 settembre | L'Hospitalet de Llobregat > L'Hospitalet de Llobregat  | 146,2  | Mathieu Hermans        | Mathieu Hermans     |
| 2ª-1   | 3 settembre | L'Hospitalet de Llobregat > Coma-ruga                  | 102,1  | Thierry Claveyrolat    | Thierry Claveyrolat |
| 2ª-2   | 3 settembre | Coma-ruga > Coma-ruga (cron. a squadre)                | 20,1   | PDM-Concorde-Ultima    | Gert-Jan Theunisse  |
| 3ª     | 4 settembre | El Vendrell > Tàrrega                                  | 198,6  | Jean-Paul van Poppel   | Steven Rooks        |
| 4ª     | 5 settembre | Tàrrega > Manresa                                      | 149,9  | Marino Alonso          | Marino Alonso       |
| 5ª     | 6 settembre | Manresa > Port del Comte                               | 168,8  | Thierry Claveyrolat    | Marino Lejarreta    |
| 6ª-1   | 7 settembre | Solsona > Barcellona                                   | 122,9  | Manuel Jorge Domínguez | Marino Lejarreta    |
| 6ª-2   | 7 settembre | Barcellona > Cerdanyola del Vallès (cron. individuale) | 26,2   | Erik Breukink          | Marino Lejarreta    |
| 7ª     | 8 settembre | Cerdanyola del Vallès > Castell-Platja d'Aro           | 189,4  | Nico Emonds            | Marino Lejarreta    |
| Totale | Totale      | Totale                                                 | 1124,2 |                        |                     |

## Dettagli delle tappe

### 1ª tappa
- 2 settembre : L'Hospitalet de Llobregat > L'Hospitalet de Llobregat – 146,2 km

Risultati
| Pos. | Corridore            | Squadra      | Tempo    |
| ---- | -------------------- | ------------ | -------- |
| 1    | Mathieu Hermans      | Paternina    | 3h28'55" |
| 2    | Jean-Paul van Poppel | Panasonic    | s.t.     |
| 3    | Camillo Passera      | Château d'Ax | s.t.     |

| Pos. | Corridore            | Squadra      | Tempo    |
| ---- | -------------------- | ------------ | -------- |
| 1    | Mathieu Hermans      | Paternina    | 3h28'55" |
| 2    | Jean-Paul van Poppel | Panasonic    | s.t.     |
| 3    | Camillo Passera      | Château d'Ax | s.t.     |

### 2ª tappa, 1ª semitappa
- 3 settembre: L'Hospitalet de Llobregat > Coma-ruga – 102,1 km

Risultati
| Pos. | Corridore            | Squadra      | Tempo    |
| ---- | -------------------- | ------------ | -------- |
| 1    | Thierry Claveyrolat  | R.M.O.       | 2h24'48" |
| 2    | Jean-Paul van Poppel | Panasonic    | a 19"    |
| 3    | Giovanni Fidanza     | Château d'Ax | s.t.     |

### 2ª tappa, 2ª semitappa
- 3 settembre: Coma-ruga > Coma-ruga – Cronometro a squadre – 20,1 km

Risultati
| Pos. | Squadra              | Tempo  |
| ---- | -------------------- | ------ |
| 1    | PDM-Concorde-Ultima  | 22'24" |
| 2    | Panasonic            | a 8"   |
| 3    | Château d'Ax Salotti | a 34"  |

| Pos. | Corridore          | Squadra | Tempo    |
| ---- | ------------------ | ------- | -------- |
| 1    | Gert-Jan Theunisse | PDM     | 5h52'20" |
| 2    | Steven Rooks       | PDM     | s.t.     |
| 3    | Dag Erik Pedersen  | PDM     | s.t.     |

### 3ª tappa
- 4 settembre: El Vendrell > Tàrrega – 198,6 km

Risultati
| Pos. | Corridore              | Squadra   | Tempo    |
| ---- | ---------------------- | --------- | -------- |
| 1    | Jean-Paul van Poppel   | Panasonic | 4h52'30" |
| 2    | Manuel Jorge Domínguez | BH        | s.t.     |
| 3    | Casimiro Moreda        | CLAS      | s.t.     |

| Pos. | Corridore          | Squadra | Tempo     |
| ---- | ------------------ | ------- | --------- |
| 1    | Steven Rooks       | PDM     | 10h44'50" |
| 2    | Gert-Jan Theunisse | PDM     | s.t.      |
| 3    | Dag Erik Pedersen  | PDM     | s.t.      |

### 4ª tappa
- 5 settembre: Tàrrega > Manresa – 149,9 km

Risultati
| Pos. | Corridore              | Squadra    | Tempo    |
| ---- | ---------------------- | ---------- | -------- |
| 1    | Marino Alonso          | Teka       | 3h51'01" |
| 2    | Manuel Jorge Domínguez | BH         | a 1'17"  |
| 3    | Edgar Corredor         | Café de C. | s.t.     |

| Pos. | Corridore          | Squadra | Tempo     |
| ---- | ------------------ | ------- | --------- |
| 1    | Marino Alonso      | Teka    | 14h37'03" |
| 2    | Steven Rooks       | PDM     | a 5"      |
| 2    | Gert-Jan Theunisse | PDM     | s.t.      |

### 5ª tappa
- 6 settembre: Manresa > Port del Comte – 168,8 km

Risultati
| Pos. | Corridore           | Squadra          | Tempo    |
| ---- | ------------------- | ---------------- | -------- |
| 1    | Thierry Claveyrolat | R.M.O.           | 4h50'58" |
| 2    | Pedro Delgado       | Reynolds-Banesto | a 2"     |
| 3    | Marino Lejarreta    | Paternina        | a 5"     |

| Pos. | Corridore        | Squadra          | Tempo     |
| ---- | ---------------- | ---------------- | --------- |
| 1    | Marino Lejarreta | Paternina        | 19h28'29" |
| 2    | Pedro Delgado    | Reynolds-Banesto | a 3"      |
| 2    | Jokin Mújika     | Paternina        | a 9"      |

### 6ª tappa, 1ª semitappa
- 7 settembre: Solsona > Barcellona – 122,9 km

Risultati
| Pos. | Corridore              | Squadra   | Tempo    |
| ---- | ---------------------- | --------- | -------- |
| 1    | Manuel Jorge Domínguez | BH        | 3h06'28" |
| 2    | José Luis Rodríguez    | Seur      | s.t.     |
| 3    | Jesús Arambarri        | Paternina | s.t.     |

### 6ª tappa, 2ª semitappa
- 7 settembre: Barcellona > Cerdanyola del Vallès – Cronometro individuale – 26,2 km

Risultati
| Pos. | Corridore        | Squadra    | Tempo  |
| ---- | ---------------- | ---------- | ------ |
| 1    | Erik Breukink    | Carrera J. | 37'13" |
| 2    | Álvaro Pino      | BH         | a 28"  |
| 3    | Marino Lejarreta | Paternina  | a 29"  |

| Pos. | Corridore        | Squadra          | Tempo     |
| ---- | ---------------- | ---------------- | --------- |
| 1    | Marino Lejarreta | Paternina        | 23h12'39" |
| 2    | Pedro Delgado    | Reynolds-Banesto | a 9"      |
| 3    | Álvaro Pino      | BH               | a 23"     |

### 7ª tappa
- 8 settembre: Cerdanyola del Vallès > Castell-Platja d'Aro – 189,4 km

Risultati
| Pos. | Corridore                 | Squadra | Tempo    |
| ---- | ------------------------- | ------- | -------- |
| 1    | Nico Emonds               | Teka    | 5h12'15" |
| 2    | José Manuel Oliveira      | CLAS    | a 1'03"  |
| 3    | Antonio Martínez Martínez | Lotus   | a 1'06"  |

| Pos. | Corridore        | Squadra          | Tempo     |
| ---- | ---------------- | ---------------- | --------- |
| 1    | Marino Lejarreta | Paternina        | 28h34'05" |
| 2    | Pedro Delgado    | Reynolds-Banesto | a 9"      |
| 3    | Álvaro Pino      | BH               | a 23"     |

## Classifiche finali

### Classifica generale
| Pos. | Corridore           | Squadra              | Tempo     |
| ---- | ------------------- | -------------------- | --------- |
| 1    | Marino Lejarreta    | Paternina            | 28h34'05" |
| 2    | Pedro Delgado       | Reynolds-Banesto     | a 9"      |
| 3    | Álvaro Pino         | BH                   | a 23"     |
| 4    | Laudelino Cubino    | BH                   | a 39"     |
| 5    | Tony Rominger       | Château d'Ax Salotti | a 1'06"   |
| 6    | Thierry Claveyrolat | R.M.O.               | a 1'27"   |
| 7    | Jokin Mújika        | Paternina            | a 1'30"   |
| 8    | Alberto Camargo     | Café de Colombia     | a 1'39"   |
| 9    | Raúl Alcalá         | PDM-Concorde-Ultima  | a 1'40"   |
| 10   | Miguel Indurain     | Reynolds-Banesto     | a 1'52"   |

### Classifica a punti
| Pos. | Corridore              | Squadra | Punti |
| ---- | ---------------------- | ------- | ----- |
| 1    | Manuel Jorge Domínguez | BH      | 97    |
| 2    | Thierry Claveyrolat    | R.M.O.  | 66    |
| 3    | José Luis Rodríguez    | Seur    | 57    |

### Classifica scalatori
| Pos. | Corridore           | Squadra            | Punti |
| ---- | ------------------- | ------------------ | ----- |
| 1    | Thierry Claveyrolat | R.M.O.             | 47    |
| 2    | Iñaki Gastón        | Kelme-Iberia-Varta | 28    |
| 3    | Álvaro Pino         | BH                 | 26    |

### Classifica sprint
| Pos. | Corridore             | Squadra           | Punti |
| ---- | --------------------- | ----------------- | ----- |
| 1    | Miquel Àngel Iglesias | Helios-Colchón CR | 13    |
| 2    | Nico Emonds           | Teka              | 9     |
| 3    | Thierry Claveyrolat   | R.M.O.            | 6     |

### Classifica squadre
| Pos. | Squadra          | Tempo     |
| ---- | ---------------- | --------- |
| 1    | BH               | 87h01'42" |
| 2    | Reynolds-Banesto | a 1'18"   |
| 3    | Paternina        | a 7'26"   |